# Медведева
Медве́дева (рос. Медведева) — присілок у складі Пишминського міського округу Свердловської області.
Населення — 96 осіб (2010, 110 у 2002).
Національний склад станом на 2002 рік: росіяни — 97 %.